# سوانح العشاق
سوانح العشاق اثر احمد غزالی، از رساله‌های به‌نام ادبیات عرفانی کلاسیک ایران است.
احمد غزالی از عارفان و فقیهان سدهٔ پنجم هجری در مذهب شافعی و اهل سنت و قطب سلسله نعمت اللهی و برادر کوچکتر امام محمد غزالی بود.
احمد غزالی در این کتاب حکایاتی از عشاق معروف مانند لیلی و مجنون و محمود و ایاز آورده و ابعاد مختلف عشق را تبیین کرده‌است. موضوع این کتاب، عشق مطلق یا حقیقت عشق است،‌نه عشق الهی و نه عشق انسانی.
این کتاب از قطعات غنایی و از فصولی متوالی و کوتاه تدوین شده که رابطه استواری میان آن‌ها به چشم نمی‌خورد و روان‌شناسی دقیق و لطیفی در آن به کار رفته‌است.
در مقدمه کتاب روایتی از سوانح احمد غزالی قاسم کشکولی می‌نویسد: «غزالی در این اثر با پرداختن به روان‌شناسی عشق که به جرات می‌توان گفت عمیق‌ترین اثری است که تاکنون در این حوزه در ادب پارسی نوشته شده و به قول هلموت ریتر این اثر نخستین بار توسط او به ایرانیان معرفی شد، مشکل بتوان کتابی یافت که روان‌شناسی را تا چنین مرتبه بلند به بررسی نشسته باشد، در اوج حاکمیت مرد سالاری به زن (معشوق) برتری داده و با ارائه تفکری انتقادی ریای عشاق آسمانی را بر ملا ساخته است.»
این شیوه بیان سبب شد سبکی در ادبیات فارسی بنیان گذاشته شود که کتاب‌هایی مانند لوایح حمیدالدین ناگوری (منسوب به عین القضات همدانی)، لمعات شیخ فخرالدین عراقی و لوایح جامی به پیروی از آن تدوین یابد.